# Heliokles II
Heliocles II Dikaios (Tiếng Hy Lạp: Ἡλιοκλῆς Β΄ ὁ Δίκαιος, "người ngay thẳng") là một vị vua Ấn-Hy Lạp và là một người họ hàng của vị vua Bactria Heliocles I. Bopearachchi và RC Senior dường như đồng ý rằng ông cai trị vào khoảng năm 95-80 trước Công nguyên.
Heliocles II dường như đã tham gia vào một loạt các cuộc chiến tranh với Strato I ở Gandhara và Punjab. Trong thời gian này, một số các vị vua tham gia vò cuộc chiến nhằm tranh giành quyền bá chủ các vùng lãnh thổ Ấn-Hy Lạp. Một số người trong số họ có thể có sự hỗ trợ từ những vị vua của dân du mục Saka như Maues.

## Phả hệ
Heliocles II đã sử dụng một hình ảnh thần Zeus ở phía bên kia đồng tiền, một vị thần chung của các vị vua Ấn-Hy Lạp sau này. J. Jakobsson  đã nhìn nhận Heliocles như là con trai của vua Antialcidas Nikephoros (người có loại tiền in hình Zeus đang ngồi) và có lẽ là cháu nội của Heliocles I.
Ông cho rằng Heliocles là anh trai của vua Archebios Nikephoros Dikaios, người dường như đã kế vị Heliocles II ở Gandhara (có lẽ sau khi ông chết do bệnh vì Heliocles II trông hốc hác trên các bức chân dung của ông sau này). Archebios cũng đã sử dụng một hình ảnh rất tương tự trên mặt sau tiền xu của ông ta và kết hợp tước hiệu của Heliocles II và Antialcidas; Ngoài ra, chân dung của họ trên đồng xu cũng tương tự nhau.
R.C. Senior đã đề xuất một mối liên hệ khác với Demetrios III, người cũng sử dụng một hình ảnh thần Zeus đứng tương tự ở mặt sau.

## Tiền xu của Heliocles II
Heliocles II đã ban hành tiền bạc Ấn Độ với chân dung (mang vương miện, đội mũ giáp hoặc phóng giáo) /hình Zeus đứng và huy chương đồng với chân dung có râu và đội vương miện (Heliocles hoặc Zeus) / con voi Ấn Độ.
Không chắc chắn rằng liệu ông có đúc tiền theo kiểu Attic. Một số đồng tiền của Heliocles I sau khi ông mất đã được tìm thấy ở Bactria, có thể một số trong số này đã được đúc bởi Heliocles II, mặc dù không có chữ lồng tương tự.
| Tiền triều: Strato I | Vua Ấn-Hy Lạp (Gandhara và Punjab) (110–100 TCN). | Kế tục: Demetrios III |